# Cantharocnemis burchelli
Cantharocnemis burchelli är en skalbaggsart. Cantharocnemis burchelli ingår i släktet Cantharocnemis och familjen långhorningar.

## Underarter
Arten delas in i följande underarter:
- C. b. burchelli
- C. b. lomii
- C. b. insignis